# Alto
Alto，原称高频次铁路（英語：High Frequency Rail）是一条规划中的电气化客运专线铁路。线路自多伦多市出发，经渥太华市、蒙特利尔市到达魁北克市。

## 历史沿革
2021年7月6日，时任加拿大交通部部长艾诚致宣布加拿大政府启动位于多伦多至魁北克市走廊的高频次铁路项目。新的高频次铁路将利用电气化技术使多伦多至渥太华间的旅行时间平均缩短90分钟，将准点率由当时的67%提升至95%。
2021年12月16日，在2021年加拿大联邦大选中获胜连任的时任加拿大总理贾斯廷·特鲁多向艾诚致签发新一届加拿大政府交通部部长委任书。在委任书中，贾斯廷·特鲁多总理要求艾诚致部长启动高频次铁路项目采购流程并使用电气化技术推进位于多伦多至魁北克市走廊的该项目，以及努力实现将该项目延伸至安大略省西南部的最终目标。
2022年3月9日，时任加拿大交通部部长艾诚致宣布加拿大联邦政府通过加拿大公务及采购部发布高频次铁路项目征询意向书（REOI），以寻求业界对于高频次铁路项目的建议和看法，并向业内意向方提供相关信息。
2022年10月31日，时任加拿大交通部部长艾诚致通过更新征询意向书宣布高频次铁路项目采购流程进入下一阶段。征询意向书共获得来自54个意向方的反馈，收到包括缩短需求建议书（RFP）阶段在内的采购时间线调整建议。
2022年12月15日，时任加拿大交通部部长艾诚致宣布成立维亚高频次铁路股份有限公司（VIA HFR – VIA TGF Inc.）管理和开发高频次铁路项目，并任命首届董事会中包括董事长和副董事长在内的三名成员。作为维亚铁路的全资子公司，维亚高频次铁路股份有限公司将以高频次铁路项目独立项目办公室的角色独立于维亚铁路公司运作。同时，此次任命的三名董事会成员将立即开展公司首席执行官和组成七人董事会所需的另外四名董事的招募工作。
2023年2月17日，时任加拿大交通部部长艾诚致和时任加拿大文化遗产部部长巴勃罗·罗德里格斯共同发布资格审查条件（RFQ），为定于2023年夏的需求建议书阶段确定不超过三名符合条件的投标人。
2023年7月20日，时任加拿大交通部部长艾诚致和时任加拿大文化遗产部部长巴勃罗·罗德里格斯共同宣布以下三家财团通过资格审查条件：
- Cadence：由CDPQ Infra（英语：Caisse de dépôt et placement du Québec#CDPQ Infra）、SNC-兰万灵、赛思达、凯奥雷斯组成。
- Intercity Rail Developers / Développeurs Ferroviaires Interurbains：由Intercity Development Partners、Meridiam（英语：Meridiam）、Kilmer Transportation、First Rail Holdings、Jacobs、Hatch（英语：Hatch Ltd）、CIMA+、巴黎大众运输公司、第一集团、西班牙国家铁路组成。
- Partenaires Ferroviaires QCONNEXION Rail Partners：由Fengate、John Laing（英语：John Laing Group）、比奇特尔公司、科进、德国铁路组成。

2023年10月13日，时任加拿大交通部部长巴勃罗·罗德里格斯发布高频次铁路项目需求建议书。需求建议书要求投标人必须提供两种不同的速度方案，其中一种方案按照最高时速200千米设计，另一种方案则按照更高时速要求设计。投标截止时间定于2024年夏，加拿大联邦政府将选择中标者作为私营开发伙伴和维亚高频次铁路股份有限公司合作设计和开发高频次铁路项目。
2024年7月，Cadence在其向加拿大政府提交的投标书中披露加拿大航空和法国国家铁路公司加入该财团。Intercity Rail Developers则在其投标书中披露DF Canada Infrastructure加入该财团。
2025年2月，时任加拿大总理贾斯廷·特鲁多宣布Cadence中标高频次铁路项目，同时宣布该项目正式名称为Alto，且最高速度由原先设定的200千米/时提高至300千米/时。按照新的建设标准，该线路建成后，旅行时间将较现有线路缩短一半，多伦多和蒙特利尔间的旅行时间将缩短至三小时。同年3月，Alto与Cadence正式签订开发合同，标志Alto高速铁路项目正式启动。

## 批评争议
对于特鲁多政府选择在2021年7月宣布高频次铁路项目，官方反对党保守党交通评论员暨国会议员Stephanie Kusie认为这一公告的内容并无新意且该项目已编列在2021年4月公布的联邦预算中，其称该公告“百分之百、毫无疑问”是为了助选。
对于Cadence在其投标书中披露加拿大航空加入该财团一事，鉴于高频次铁路在其所在区域对航空业可能产生的冲击，非营利组织Transport Action Canada认为加拿大航空和此项目存在潜在利益冲突。加拿大航空则称其加入是为了帮助“未来城际铁路网络与魁北克市-温莎走廊现有机场枢纽的和谐整合，造福所有旅客”。

## 相关内容
- 高速铁路
- 魁北克市-温莎走廊